# Szorszeły
Szorszeły (ros. Шоршелы) – wieś (sieło) w Rosji, w Czuwaszji, w rejonie mariińsko-posadzkim. W 2010 liczyła 865 mieszkańców.

## Urodzeni
- Nikołaj Biełow – radziecki hydroenergetyk.
- Andrijan Nikołajew – radziecki kosmonauta.